# Майстерня Санти
Майстерня Санта-Клауса — це легендарна майстерня, де Санта-Клаус і його ельфи, як кажуть, живуть і виготовляють іграшки та подарунки, які роздають на Різдво. Точне «розташування» майстерні Санти залежить від місцевої культури. Є щонайменше вісім заявлених місць для його майстерні. Наприклад, діти в Канаді надсилають листи до майстерні Санти на Північному полюсі в Канаді з унікальним поштовим індексом «H0H 0H0». Діти в Сполучених Штатах вважають, що майстерня — це розгалужена комуна, розташована на Північному полюсі. Деякі діти у Великій Британії та Фінляндії схильні вірити, що Майстерня Діда Мороза розташована у Фінляндії в Лапландії. Окрім фабрики, де ельфи виготовляють або розповсюджують іграшки, у комплексі також розташована резиденція Санти, його дружини, супутників і всіх північних оленів.
Оскільки майстерні насправді не існує, немає певного географічного місця її розташування.

## Гроти та універмаги Санта-Клауса
У XX столітті в грудні у великих магазинах і універмагах стало звичним влаштовувати «печери», в яких актор, одягнений Санта-Клаусом, дарував дітям подарунки. Грот може бути великою фентезійною зоною, схожою на печеру, з аніматронними персонажами, такими як ельфи та персонажі різдвяних вистав. Ця традиція зародилася в Британії 1879 року, а в 1890-х роках поширилася на австралійські та американські універмаги, з метою залучити клієнтів.
Перший у світі різдвяний грот відкрився 1879 року в універмазі Bon Marche мережі Lewis's у Ліверпулі (Англія) під назвою «Різдвяна казкова країна» (англ. Christmas Fairyland). Він став основним атрибутом святкового сезону в Ліверпулі, багато поколінь вперше відвідали тут Батька Різдва, а останні виставки охоплюють понад 10 000 кв. футів (930 м2). Нині грот переїхав на ринок Сент-Джонс, у торговий центр Сент-Джонс (Ліверпуль, Велика Британія), після того, як 2017 року його врятував підприємець Гай Феннелл. Грот зараз називається «Знаменитий грот Ліверпуля» (англ. Liverpool's Famous Grotto). У торгових центрах також встановлено інтерактивні виставки.
В Аделаїді (Південна Австралія) першу «Чарівну печеру» створено 1896 року в універмазі John Martin's на Рандл-стріт. 1933 року в Аделаїді започатковано щорічний парад Adelaide Christmas Pageant, під час якого Діда Мороза проводили до Чарівної печери, щоб офіційно оголосити святковий сезон. Після закриття John Martin's традицію Чарівної печери продовжили магазини David Jones, але далеко не так, як John Martin's, в Аделаїді, а також в інших австралійських столицях, коли щорічний парад у Південній Австралії відзначив 2007 року своє 75-річчя.
Нині в універмагах і торгових центрах Сполученого Королівства все ще є Гроти Санти.
Традиційно діти отримують іграшку від Батька Різдва, відвідавши його грот у торговому центрі чи маленькому садовому центрі. Гроти іноді безкоштовні, а іноді платять батькам для того, щоб їхні діти побачили Санту й отримали несподіваний подарунок.

## Наслідування
Тематичний атракціон у Санта-Клаусі (Індіана) під назвою Santa's Candy Castle імітує традиційне зображення майстерні Санта-Клауса. У Норт-Поулі (штат Нью-Йорк) також є парк розваг «Майстерня Санти». Від 1946 до 1984 року в Санта-Клаусі діяв тематичний парк Holiday World & Splashin' Safari, відомий як «Земля Санта-Клауса». Ще одну Майстерню Санти, починаючи від 1960 року, цілорічно можна знайти в Норт-Поулі (Колорадо), більш відомому як Каскад.

## Ельфи
Різдвяний ельф з'явився в літературі ще 1850 року, коли Луїза Мей Олкотт закінчила, але так і не опублікувала книгу під назвою «Різдвяні ельфи». Журнал Godey's Lady's Book популяризував зображення ельфів у майстерні ілюстрацією на обкладинці різдвяного випуску 1873 року, на якій показано Санту в оточенні іграшок та ельфів із підписом «Тут ми маємо ідею про приготування, які зроблені, щоб діти отримали іграшки на Різдво» (англ. Here we have an idea of the preparations that are made to supply the young folks with toys at Christmas time).

## Розташування
1879 року Томас Наст відкрив світові в серії малюнків, що майстерня Санти розташована на Північному полюсі (а саме, на Північному магнітному полюсі, оскільки над ним зосереджене полярне сяйво, і, крім того, майстерня була на суші, що відповідало на той час магнітному полюсу [який тоді перебував під Канадським Арктичним архіпелагом; відтоді магнітний полюс змістився до моря], але не географічному). Поштовий індекс канадської пошти для майстерні — H0H 0H0. Поштова служба США рекомендує надсилати листи до майстерні Санта-Клауса на адресу Санта-Клаусу, 1225 Reindeer Rd. Норт-Поул, AK 99705. Значна частина пошти, надісланої туди, натомість перенаправляється на базу волонтерів у Санта-Клаусі в штаті Індіана.
Кожна з нордичних країн також стверджує, що майстерня Санти розташована на їхній території. Норвегія стверджує, що він живе в Дребаку. У Данії він живе в Гренландії (біля Уумманнака). У шведському місті Мура є тематичний парк під назвою «Світ Санти». Національний поштовий термінал у Томтебоді в Стокгольмі приймає дитячі листи для Санти. Корватунтурі у Фінляндії давно відоме як дім Санта-Клауса, а два тематичних парки, Село Санта-Клауса та Санта-Парк, розташовані за Полярним колом у муніципалітеті Рованіемі.